# Mag het licht uit
Mag het licht uit is een nummer van de band De Dijk uit 1987, afkomstig van het album Wakker in een vreemde wereld. Het was de eerste single van de band die een Top 40-notering haalde, met als hoogste positie de 23e plek.
Het nummer werd geschreven door Hans van der Lubbe, Huub van der Lubbe (tevens zanger van De Dijk) en Nico Arzbach.
Op de B-kant stond Wat een vrouw (niet kan doen).

## NPO Radio 2 Top 2000
In de Top 2000 van NPO Radio 2, bereikte het nummer maximaal de 144e plaats. Dit was in de editie van 2006.

| Nummer met noteringen in de NPO Radio 2 Top 2000 | '00 | '01 | '02 | '03 | '04 | '05 | '06 | '07 | '08 | '09 | '10 | '11 | '12 | '13 | '14 | '15 | '16 | '17 | '18 | '19 | '20 | '21 | '22 | '23 | '24 |
| ------------------------------------------------ | --- | --- | --- | --- | --- | --- | --- | --- | --- | --- | --- | --- | --- | --- | --- | --- | --- | --- | --- | --- | --- | --- | --- | --- | --- |
| Mag het licht uit                                | 269 | -   | 243 | 158 | 214 | 149 | 144 | 157 | 154 | 230 | 224 | 236 | 323 | 375 | 385 | 409 | 413 | 438 | 490 | 447 | 475 | 405 | 295 | 409 | 433 |

1. ↑  Een '-' betekent dat het nummer niet was genoteerd en een vetgedrukt getal geeft de hoogste notering aan.
2. ↑  2000 was het eerste jaar met een notering voor dit nummer.